# Hoplia parvula
Hoplia parvula — вид пластинчатовусих жуків з підродини хрущів.

## Опис
Довжина тіла 7-9,5 мм. Забарвлення чорне, щупики і вусики буро-червоного кольору. Основна частина верхньої сторони тіла цілком покрита матовими або кількома металево блискучими зеленими, золотисто-зеленими, синьо-зеленими, бурими або змішаними бурими і зеленими лусочками. Рідко верх тіла може бути покритий в сильно металево блискучих золотисто-зелених лусочках.
Тіло широке, відносно коротке, зверху відносно не опукле. Верх тіла покритий дуже густими, круглими або трохи овальними лусочками. Передньоспинка опукла, слабо поперечна. Ззаду вона слабо, а спереду трохи сильніше звужена, покрита дуже густими круглими лусочками, між якими на чорних точках знаходяться дуже тонкі білуваті волоски. Надкрила широкі, короткі, з дещо заокругленими боками. Нижня сторона тіла вкрита густими, дотичними, круглими металево блискучими сріблясто-білими, іноді з зеленуватим відливом лусочками, між якими розсіяні негусті короткі волоски.

## Ареал
Східноєвропейський вид. Зустрічається в північно-західній Польщі.
- Північна межа поширення проходить через північну частину Білорусі (Гродно) до Росії (Ярославл), Кострома і Уржум).
- Далі межа ареалу проходить на південний схід через Белебеївський район Башкортостану до західного Казахстану.
- Західна межа поширення виду проходить через західну Білорусь (Гродно), Житомирську область України і Одесу.
- Південна межа ареалу проходить через Одесу до гирла Дніпра, а потім піднімається на північний схід по його заплаві, річка Молочна (Мелітополь), нижній течії Сіверського Дінця (Станиця Луганська), середній течії Дону (Калач), по Волзі і середній течії Уралу.
- У Криму і на Кавказі вид відсутній[1].

Основна частина ареалу знаходиться в межах східної частини Європи в зоні лісів.

## Біологія
Жуки мешкають на піщаних і легких супіщаних грунтах річкових терас. На півночі України, в лісостепу, вид віддає перевагу ділянкам з негустим рослинним покривом (бори, береги річок). У більш теплому і посушливому кліматі на півдні свого ареалу жуки зустрічаються в річкових заплавах.
Жуки зустрічаються з кінця травня до середини вересня. Активні в денний час доби і тримаються на трав'янистій і молодій деревній рослинності (верба, тополя, сосна). Харчуються листям. Личинки живуть в піщаному грунті, харчуючись дрібними корінцями. Голова личинки без очок, блідого жовтого кольору. Довжина личинки до 17-24 мм. Генерація однорічна. Зимують личинки.

## Зовнішні посиланя
- Hoplia parvula Kryn. — атлас жуків Росії (фото К. А. Гребеннікова) [Архівовано 13 січня 2018 у Wayback Machine.]
- Hoplia parvula Krynicki, 1832 (автор фото — А. Н. Посєдко) [Архівовано 13 січня 2018 у Wayback Machine.]